# Línea 56 (Avanza Zaragoza)

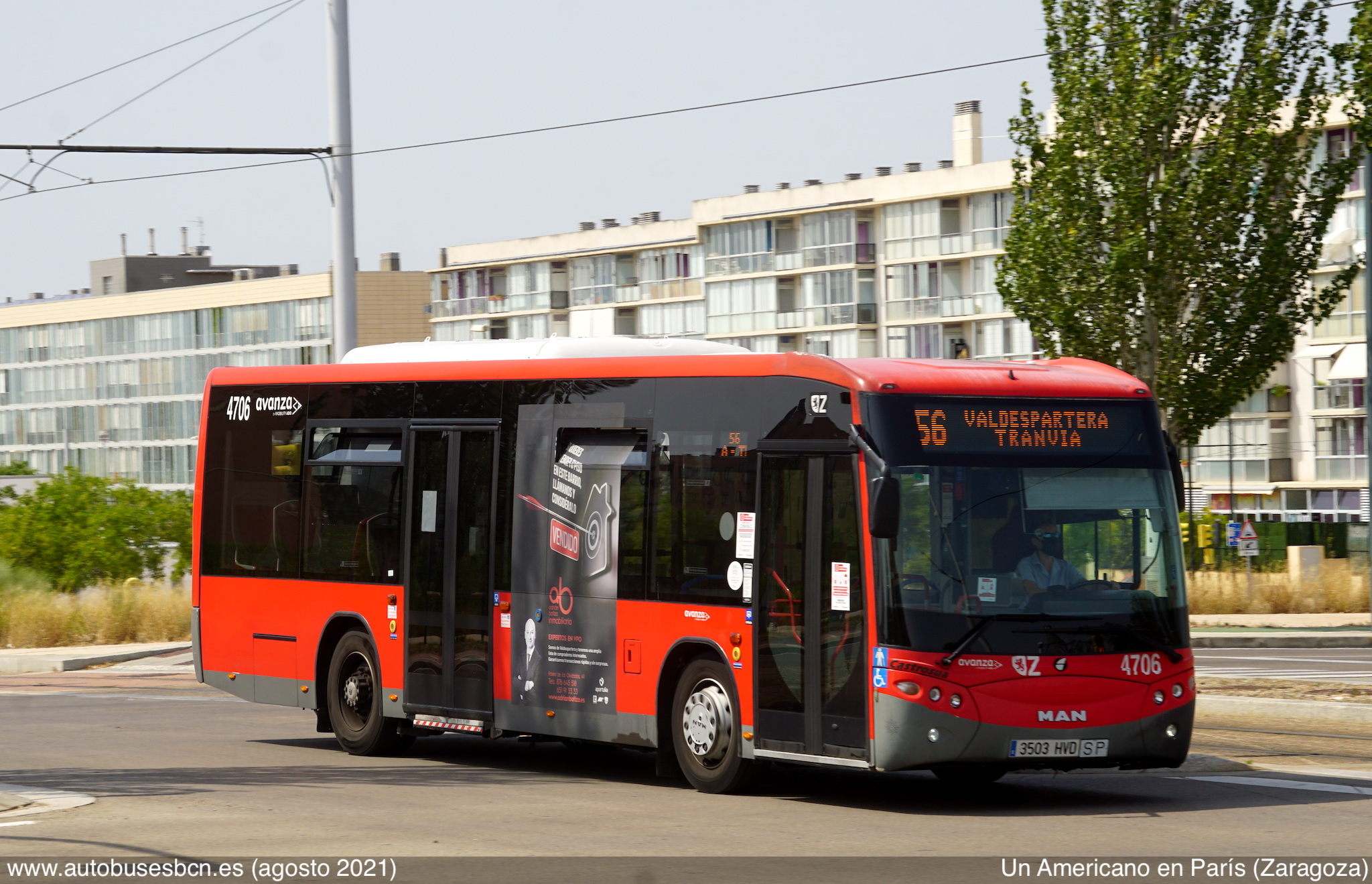
56 en c. Un americano en París (Zaragoza), agosto 2021

La línea 56 es una línea lanzadera de Avanza Zaragoza. Realiza un recorrido circular por el barrio de Valdespartera en la ciudad de Zaragoza (España), cogiendo el trazado de la antigua C7 y de la antigua C3 y alargándolo para dar más cobertura al barrio.
Tiene una frecuencia media de 9 minutos.

## Recorrido
Ciudadano Kane, Desayundo con Diamantes, Tomás de Anzano, Avenida Ilustración, La Isla del Tesoro, Manhattan, La Ventana Indiscreta, La Atalanta, El Tambor de Hojalata, El Acorazado Potemkin, Viridiana, Doctor Mabuse, Ciudadano Kane